# اعتصاب انجمن نویسندگان آمریکا در سال ۲۰۲۳
اعتصاب انجمن نویسندگان آمریکا در سال ۲۰۲۳ یک مناقشه کارگری پیوسته در میان انجمن نویسندگان آمریکا همچنین به عنوان (دبلیو جی ای) - به نمایندگی از ۱۱,۵۰۰ فیلمنامه نویس و اتحاد تهیه کنندگان فیلم و تلویزیون همچنین به عنوان (ای امپی تی پی) است. این اعتصاب در ساعت ۱۲:۰۱ بامداد به وقت محلی در تاریخ ۲ مه ۲۰۲۳ آغاز شد.
این اعتصاب به عنوان گسترده ترین وقفه در تولید تلویزیون و فیلم آمریکا از زمان همه گیری کووید-۱۹ در سال ۲۰۲۰ و همچنین به عنوان گسترده ترین توقف کار دبلیو جی ای در هنگام اعتصاب ۰۸-۲۰۰۷ می باشد. از تاریخ ۱۴ ژوئیه ۲۰۲۳، مصادف با اعتصاب اس ای جی-ای اف تی آر ای در سال ۲۰۲۳ به عنوان قسمتی از تمایز های کارگری هالیوود در سال ۲۰۲۳ بوده است.

## مسائل مربوط به اعتصاب

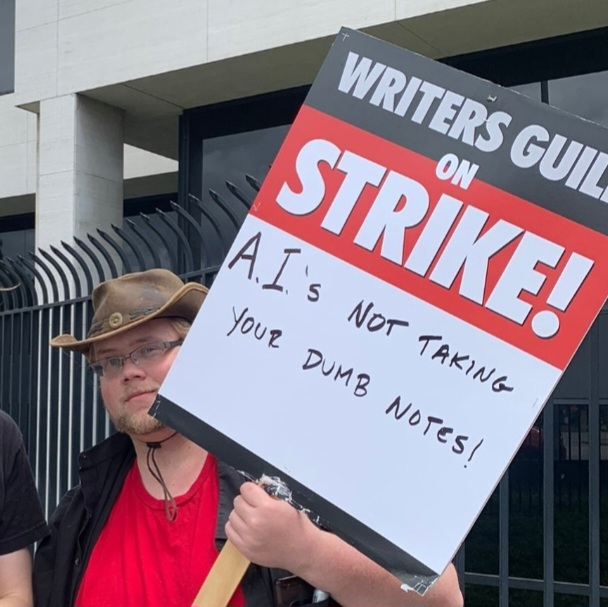
یک تظاهرکننده در یونیورسال سیتی، کالیفرنیا تابلویی را حمل می‌کند که در آن توصیه های استودیوهای فیلم برای جایگزینی نویسندگان با هوش مصنوعی مولد را مورد تمسخر قرار می‌دهد.

یکی از نقاط تمرکز اصلی در مناقشه کارگری، بازماندگان رسانه‌های جریانی می باشد؛ دبلیو جی ای اظهار دارد که سهم ای ام پی تی پی از چنین بازمانده ای باعث کاهش اکثر درآمد متوسط نویسندگان در مقایسه با یک دهه پیش آمده است. بعد از آن نویسندگان خواهان استفاده از هوش مصنوعی همچون چت جی پی تی  فقط به عنوان ابزاری بود، که می‌تواند به پژوهش ها یا تسهیل ایده‌های فیلمنامه کمک کند و نه به عنوان ابزاری برای جایگزینی آنان باشد.